# Lecithocera duplicata
Lecithocera duplicata is een vlinder uit de familie van de Lecithoceridae. De wetenschappelijke naam van de soort werd voor het eerst geldig gepubliceerd in 1978 door Gozmany als Quassitagma duplicata.

## Voorkomen
De soort komt voor in China en Japan.